# Halálos szívdobbanás
A Halálos szívdobbanás (francia címe: De battre mon cœur s'est arrêté) egy 2005-ben készült francia film, rendezője Jacques Audiard.

## A film cselekménye
Egy apja érzelmi zsarolásnak és erkölcsi romlottságának kitett fiatalember az apja nyomdokain, annak erőszakos világában él mindaddig, amíg anyja korai elvesztése miatt érzett fájdalmában a zongorázásba nem menekül. A zongora útján visszatér hozzá anyja, a valaha híres zongorista világa. A film egy öntudatlan visszaemlékezés, megváltás története.

## Szereposztás
- Romain Duris: Thomas Seyr
- Aure Atika: Aline
- Niels Arestrup: Robert Seyr
- Emmanuelle Devos: Chris
- Linh Dan Pham: Miao Lin
- Jonathan Zaccaï: Fabrice
- Gilles Cohen: Sami
- Anton Yakovlev: Minskov
- Mélanie Laurent: Minskov barátnője
- Emmanuel Finkiel: zongoratanár

## A film előélete
Ez volt az első alkalom, hogy francia filmesek készítették el egy amerikai film remake-jét. A film James Toback 1978-ban, Harvey Keitel és Jim Brown főszereplésével forgatott Ujjak című filmjét dolgozza fel.

## Díjak, jelölések
- BAFTA-díj (2006)
  - díj: legjobb nem angol nyelvű film
- Berlini Nemzetközi Filmfesztivál (2005)
  - díj: Ezüst Medve díj a filmzenének (Alexandre Desplat)
  - jelölés: Arany Medve (Jacques Audiard)
- César-díj (2006)
  - díj: legjobb film
  - díj: legjobb rendező – Jacques Audiard
  - díj: legjobb filmzene – Alexandre Desplat
  - díj: legjobb mellékszereplő színész – Niels Arestrup
  - díj: legígéretesebb fiatal színésznő – Linh-Dan Pham
  - díj: legjobb adaptáció – Jacques Audiard és Tonino Benacquista
  - díj: legjobb vágás – Juliette Welfling
  - díj: legjobb operatőr – Stéphane Fontaine
  - jelölés:  legjobb hang – Brigitte Taillandier, Pascal Villard, Cyril Holtz és Philippe Amouroux
  - jelölés:  legjobb színész – Romain Duris
- francia filmkritikusok testülete (2006)
  - díj: Kritikusok díja (legjobb film) – Jacques Audiard
- Arany Csillag (2006)
  - díj: legjobb színész – Romain Duris
  - díj: legjobb rendező – Jacques Audiard
  - díj: legjobb film – Jacques Audiard
  - díj: legjobb filmzene – Alexandre Desplat
- Lumiére-díj (2006)
  - díj: legjobb színész – Romain Duris
  - díj: legjobb rendező – Jacques Audiard